# Risque industriel en Nouvelle-Calédonie
Le risque industriel est un des risques majeurs susceptibles d'affecter la Nouvelle-Calédonie (France). Il se caractérise par la possibilité qu'un accident industriel se produise au sein d’une installation classée pour la protection de l'environnement et occasionne des dommages plus ou moins importants aux personnes, aux biens ou à l'environnement sur le territoire départemental.
Six établissements de statut Seveso sont dénombrés sur le territoire.
L'information de la population est faite via différents vecteurs. Le dossier départemental des risques majeurs (DDRM) recense à l’échelle d’un département l’ensemble des risques majeurs par commune, dont le risque industriel. Le dossier d'information communal sur les risques majeurs (DICRIM) précise au niveau communal ces risques. Il est complété par le plan communal de sauvegarde qui définit l'organisation pour y faire face. Enfin, depuis 2006, l’information des acquéreurs ou locataires doit être faite sur les risques auxquels le bien immobilier est exposé.

## Accidents industriels en Nouvelle-Calédonie

### Typologie des risques industriels
Les générateurs de risques sont regroupés en deux familles :
- Les industries chimiques produisant ou stockant des produits chimiques de base, des produits destinés à l'agroalimentaire (notamment les engrais), les produits pharmaceutiques et de consommation courante (eau de javel, etc.) ;
- Les industries pétrochimiques produisant l'ensemble des produits dérivés du pétrole (essences, goudrons, gaz de pétrole liquéfié).

Tous ces établissements sont des établissements fixes qui produisent, utilisent ou stockent des produits répertoriés dans une nomenclature spécifique.
Les effets  d’un accident industriel sont rangés en trois familles :
- Les effets thermiques sont liés à une combustion d'un produit inflammable ou à une explosion ;
- Les effets mécaniques sont liés à une surpression, résultant d'une onde de choc (déflagration ou détonation), provoquée par une explosion. Celle-ci peut être issue d'un explosif, d'une réaction chimique violente, d'une combustion violente (combustion d'un gaz), d'une décompression brutale d'un gaz sous pression (explosion d'une bouteille d'air comprimé par exemple) ou de l'inflammation d'un nuage de poussières combustibles. Pour ces conséquences, les spécialistes calculent la surpression engendrée par l'explosion (par des équations mathématiques), afin de déterminer les effets associés (lésions aux tympans, poumons, etc.) ;
- Les effets toxiques résultent de l'inhalation d'une substance chimique toxique (chlore, ammoniac, phosgène, etc.), à la suite d'une fuite sur une installation. Les effets découlant de cette inhalation peuvent être, par exemple, un œdème du poumon ou une atteinte au système nerveux.

## Connaissance du risque industriel
La directive Seveso distingue deux types d’établissements, selon la quantité totale de matières dangereuses sur site : les établissements « Seveso seuil haut » et les établissements « Seveso seuil bas ». Les mesures de sécurité et les procédures prévues par la directive varient selon le type d’établissements (« seuil haut » ou « seuil bas »), afin de considérer une certaine proportionnalité.
La Nouvelle-Calédonie compte en 2014 environ 150 établissements industriels autorisés à exploiter une ou plusieurs Installations classées pour la protection de l'environnement (ICPE). Parmi ceux-ci sept établissements comportent des installations dites à haut risques (Seveso seuil haut) (dont la Chambre d'agriculture qui depuis 2016 n'a plus ce statut) et six autres pouvant présenter une problématique de sécurité civile.
| Nom établissement       | Commune   | type d'activité              | Statut Seveso |
| ----------------------- | --------- | ---------------------------- | ------------- |
| MOBIL - TOTAL           | Nouméa    | Dépôt d'hydrocarbures        | seuil haut    |
| SSP                     | Nouméa    | Dépôt d'hydrocarbures        | seuil haut    |
| SOGADOC                 | Nouméa    | Dépôt de gaz liquéfié        | seuil haut    |
| VALE Nouvelle-Calédonie | Mont-Dore | Usine hydrométallurgique     | seuil haut    |
| KNS                     | Voh       | Usine pyrometallurgique      | seuil haut    |
| GAZPAC ESQAL            | Nouméa    | Fabrication de gaz mdustnels | seuil haut    |

## Gestion du risque industriel

### Maîtrise de l’urbanisation
La maîtrise de l’urbanisation autour des sites industriels participe également à la réduction des risques en intervenant directement sur le facteur des enjeux, ou de la vulnérabilité. En effet, le développement, à proximité d’un site à risques, d’habitats, de structures éducatives, de loisirs ou de santé, d’infrastructures de transport ou d’activités économiques, expose des populations à un éventuel accident. Cette augmentation de présence humaine est susceptible d’accroitre la gravité de l’accident.
La connaissance des aléas technologiques est le préalable à toute politique de maîtrise de l’urbanisation. Ainsi, il incombe aux autorités chargées du contrôle des installations à risques d’informer les maires des communes concernées par ces risques pour que ces derniers puissent prendre en compte ces éléments dans les documents d’urbanisme (Plan d’Urbanisme Directeur par exemple), mais aussi dans d’autres décisions qui relèvent de leur responsabilité (permis de construire, zones d’activités, etc.).

### Information préventive des populations
Les citoyens ont droit à l'information sur les risques majeurs auxquels ils sont soumis sur leur lieu de travail et dans leur lieu de résidence :  
- Le dossier sur les risques majeurs  (DRM), réalisé par la sécurité civile. Il permet de connaître, pour chaque commune du territoire, la liste des risques majeurs auxquels elle est soumise[5] ;
- l’information du public peut être réalisée au cours de la vie de l’installation industrielle au travers d’un comité local d’information (CLI) instituée spécifiquement pour l’établissement et regroupant les autorités, les institutions locales, l’industriel, les représentants du personnel, les représentants des riverains et les associations de protection de l’environnement[5].

### Organisation de crise

#### Acteurs
En cas de crise grave, les acteurs compétents pour la mise en œuvre des secours sont  :
- L’industriel, qui dispose, pour tout incident ou accident circonscrit à l’établissement, de son Plan d’opération interne (POI) pour organiser le premier niveau de réponse face à l’évènement[6]
- Le préfet, qui élabore le Plan particulier d'intervention (PPI) pour faire face à un sinistre dont les conséquences dépassent les limites de l’établissement[7]. Le préfet est alors directeur des opérations de secours. La finalité de ce plan de secours est de protéger la population voisine des effets du sinistre. Ce plan, annexé au dispositif ORSEC départemental, définit le rôle de chacun des acteurs du risque majeur en cas d’accident grave. Le PPI est obligatoire pour tous les établissements classés Seveso « seuil haut »[6].
- Le maire qui, au niveau communal, est détenteur des pouvoirs de police et a la charge d’assurer la sécurité de la population. À cette fin, il prend les dispositions lui permettant de gérer la crise. En complément du secours aux personnes, le Plan communal de sauvegarde (PCS), quand il existe, permet au maire d’assurer le soutien et la sauvegarde de la population[6].

#### Alerte des populations
En cas de phénomène naturel ou technologique majeur, la population est avertie par un signal d’alerte, identique pour tous les risques et pour tout le territoire national (sauf en cas de rupture de barrage). Ce signal est émis par les sirènes du système d'alerte et d'information des populations (SIAP). Les entreprises Seveso possèdent leur propre système d'alerte. Le déclenchement de l'alerte est décidé par le Préfet. Par ailleurs les moyens mobiles d'alerte (EMA) peuvent être utilisés de manière ciblée afin de compléter les mesures réalisées.

#### Consignes à appliquer en cas de crise
Les consignes données par la préfecture en cas de déclenchement des sirènes d'alerte à la suite d'un accident industriel sont les suivantes :
- Enfermez-vous : Entrez dans la maison ou le local le plus proche  (si le nuage toxique vient vers vous, fuyez selon un axe perpendiculaire au vent). Un bâtiment constitue un écran efficace (sous réserve de se protéger des éclats de verre) entre vous-même et d'éventuels gaz toxiques. Il vous protège également contre les très fortes températures émises par une explosion ou un incendie. La rue constitue, par contre, le lieu le plus exposé aux dangers. Par ailleurs, des rues dégagées facilitent l'intervention des secours. Ne tentez donc pas de rejoindre vos proches. N'allez pas chercher vos enfants à l'école, ils y sont pris en charge.
- Fermez portes et fenêtres : Obstruez soigneusement toutes les ouvertures. Arrêtez les ventilations. Un local bien clos ralentit considérablement la pénétration des toxiques. En cas de picotements ou d'odeurs fortes, respirez à travers un mouchoir mouillé. Évitez toute flamme ou étincelle. Ne fumez pas. Se laver en cas d’irritation et si possible se changer. Ne pas manger et ne pas boire de produits non conditionnés.
- Écoutez la radio : En cas d'alerte, son antenne est mise à disposition de la préfecture afin de permettre la diffusion de messages à la population. Vous serez ainsi informé de la nature du danger et de l'évolution de la situation. Cette radio vous indiquera les consignes complémentaires à suivre pour mieux vous protéger. Ne téléphonez pas. Les lignes téléphoniques doivent rester à la disposition des secours. Tous les renseignements utiles vous seront fournis par la radio.

Respectez ces consignes jusqu'à la fin de l'alerte signalée par la sirène (son continu de 30 secondes) et confirmée par la radio. Aérez alors le local de confinement.